# Lộc Giang
Lộc Giang là một xã thuộc huyện Đức Hòa, tỉnh Long An, Việt Nam.

## Địa lý
Xã Lộc Giang nằm ở cực bắc huyện Đức Hòa, có vị trí địa lý:
- Phía nam giáp xã An Ninh Đông và xã An Ninh Tây
- Các phía còn lại giáp tỉnh Tây Ninh.

Xã có diện tích 17,99 km², dân số năm 1999 là 11.237 người, mật độ dân số đạt 625 người/km².

## Hành chính
Xã được chia thành 7 ấp: Lộc Bình, Lộc Hòa, Lộc Hưng, Lộc An, Lộc Thạnh, Lộc Chánh, Lộc Thuận.